# Parornix subfinitimella
Parornix subfinitimella là một loài bướm đêm thuộc họ Gracillariidae. Nó được tìm thấy ở Turkmenistan.
Ấu trùng ăn Crataegus turkestanica. Chúng ăn lá nơi chúng làm tổ.